# 예룬 스피첸베르게르

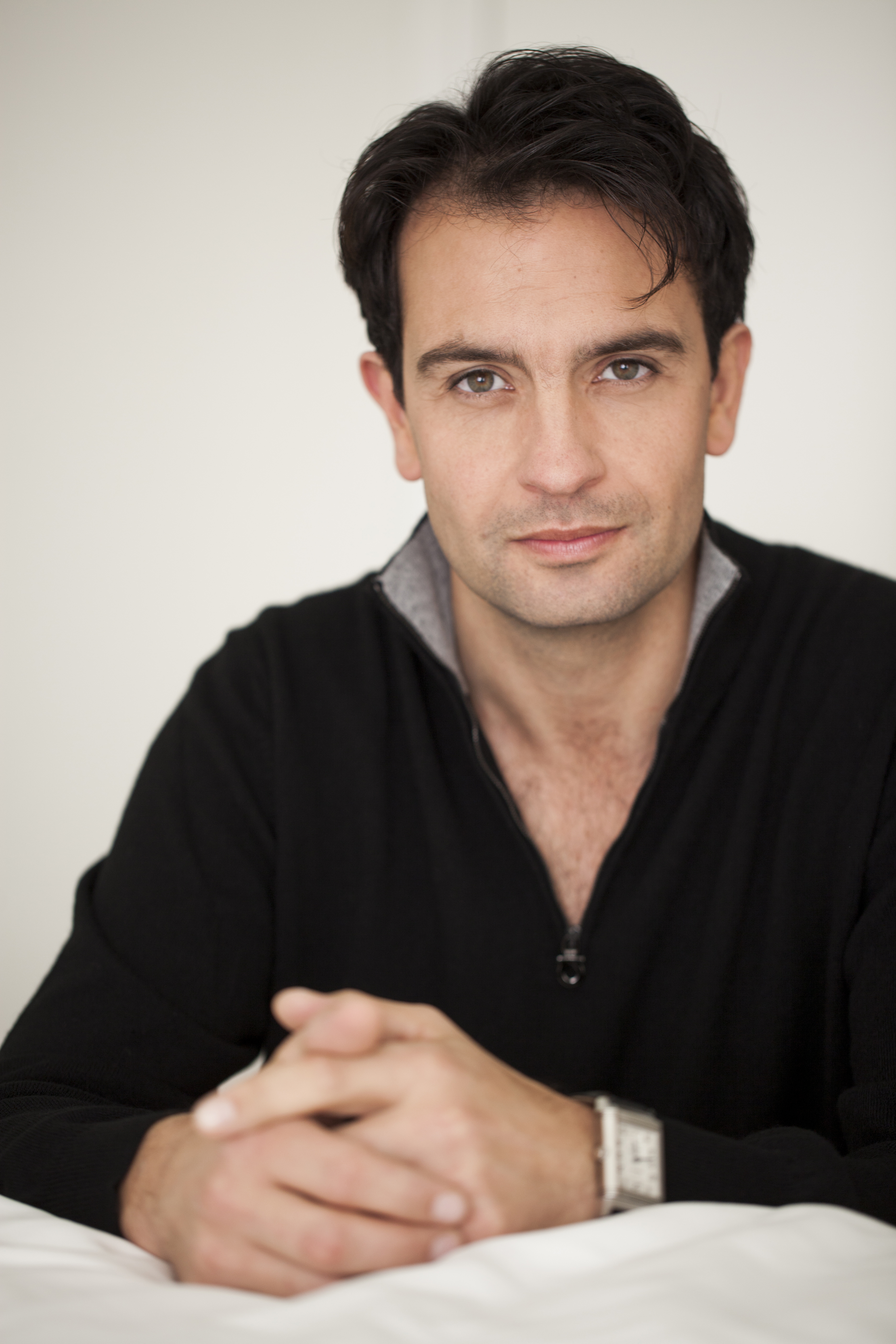

예룬 스피첸베르게르(Jeroen Spitzenberger, 1976년 1월 20일 ~ )는 네덜란드 왕국의 배우이다.
로테르담에서 태어났다.

## 영화
- 데스 체이싱 (2019년) - 한스 역
- 더 파라다이스 스위트 (2015년)
- 맨하탄 (2013년)
- 토니는 열살 (2012년)
- 러브 이즈 올 (2007년) - 발렌틴 왕자 역
- 고요한 밤 (2004년)
- 쌍둥이 자매 (2002년)